# Gian-Carlo Coppola
Gian-Carlo Coppola, rovněž Gio (17. září 1963 – 26. května 1986), byl americký filmový producent.
Byl prvorozeným synem režiséra Francisa Forda Coppoly a jeho manželky Eleanor. Měl dva mladší sourozence, kteří se později stali režiséry – bratra Romana a sestru Sofii. V roce 1972 měl malou roli v otcově filmu Kmotr. Později se objevil v jeho dalších snímcích Rozhovor (1974), Apokalypsa (1979; pouze jinak sestříhaná verze Apocalypse Now Redux uvedená roku 2001) a Dravé ryby (1986).
Zemřel při lodní nehodě ve věku 22 let v květnu 1986. V době jeho smrti byla jeho snoubenka Jacqui de la Fontaine těhotná a dne 1. ledna 1987 se mu narodila dcera Gia Coppola. Jeho otec mu následně věnoval svůj další snímek Tucker: Člověk a jeho sen (1988).